# 強心臓
強心臓は 韓国のSBSで放送されている芸能バラエティ番組。司会進行はイ・スンギ。2009年10月6日放送開始。

## はじめに
- 毎回20人のゲストが出演してトーク対決を繰り広げるトークショー。すべての出演者が指定された一つのテーマについて、トーク対決を繰り広げる。現在は一対一で、それぞれのテーマで対決をするようにショーを進行する。トーナメント式で観客たちの多くの支持を得た出演者がトーク勝者に決定され、最終的な勝者がその会の"強心臓"（チャンピオン）になる。
- 番組中にトーク中になって行くための装置で、タレントやコントなどを披露する特別コーナーがお目見えする。
- カン・ホドンとイ・スンギがMCを担当していたが、2011年9月27日放送を最後にカン・ホドンが降板し、同年10月4日からイ・スンギが単独で進行。2012年4月3日 にイ・スンギがYG特集を最後に降板する。

### MC
現在のMC
- イ・ドンウク 2012年4月10日〜
- シン・ドンヨプ 2012年4月10日〜

過去のMC
- カン・ホドン 2009年10月6日〜2011年9月27日
- イ・スンギ 2009年10月6日〜2012年4月3日

### 特別コーナー
- 1 VS 1 アンビリバボー

番組のメインコーナーとなるトークバトル。1対1でトークを行い、観客の支持を多く受ければ勝利、支持を得られなければ敗退となる。
- ブムアカデミー

ブームをリーダーに、イトゥク、ウニョクを加えた3人で進行するコーナー。トーク間のサブコーナーで、出演者たちの過去の写真や屈辱写真を公開。ミニコントも披露する。ブームが軍入隊を理由に番組を降板し、2009年11月10日放送分を最後にトゥクアカデミーに引き継がれた。
- トゥクアカデミー

ブームの代わりにシンドンが参加し、イトゥク、ウニョク、シンドンのメンバーで新たにトゥクアカデミーとなった。これらはイトゥクを筆頭に、技術歌謡コーナーを進行する。ウニョクの海外活動に伴い、2011年3月29日放送分を最後となり、同年4月12日には特技歌謡コーナーも廃止された。その後同年6月28日放送分でウニョクが海外スケジュールを終えて再参加した。
- ブムトゥクアカデミー

ブームが除隊後に番組に復帰し、トゥクアカデミーのメンバーと合流。
- 専門美術館

美術作品をパロディするコーナーで、イトゥク、シンドン、チョン・ジュリ、ムン・ヒジュンが進行する。
- 特技接続ムービーワールド

映画作品をパロディするコーナーで、イトゥク、シンドン、チョン・ジュリが進行する。

## 強心臓
- 歌手サイとキム・ジャンフンが一緒に作った曲で、2009年の初回放送から現在までの番組のオープニングと、その回の強心臓が決定する際に流されている。
- 2010年7月13日には、スーパージュニアのドンヘが、自作した強心臓ソングを公開した。

## 放送中止
- 2009年12月29日 《2009 SBS歌謡大田（テジョン）放送のため放送中止になった。
- 2010年2月23日、特集ドキュメンタリー12年待って、ヨナのオリンピックの放送のため放送中止。
- 2010年3月30日、4月27日には、西海海軍哨戒艦沈没事件の放送のために放送中止。
- 2010年6月15日、6月22日、6月29日には、2010 FIFAワールドカップ放送のために放送中止。
- 2010年11月23日、SBSナイトライン（北延坪島砲撃）により、放送中止。

## 受賞
- 2009 SBS 芸能大賞
  - 最優秀賞
- 新人賞バラエティー部門：イトゥク、ウニョク、ブーム
- ネチズン最高人気賞：イ・スンギ
- 2010年広告主大会授賞式芸能娯楽部門
- 2010SBS芸能大賞
- 万能エントテイノサン：キム・ヒョジン、キム・ヨンチョル
- ニュースター賞：シンドン
- 今年の作家賞：ギムユンヤング
- 創立20周年芸能10大スター賞：カン・ホドン
- 最優秀賞：イ・スンギ
- ネチズン最高人気賞：イ・スンギ
- 対象：カン・ホドン
- 2011年SBS芸能大賞
- トークショー部門優秀賞
- 最優秀賞：イ・スンギ
- ネチズン最高人気賞：イ・スンギ

## 補足
- 2010年1月5日放送のキム・ヨンチョルがブライアンに指悪口をした場面が編集されていない放送されたことが論議になって、製作陣とキム・ヨンチョルは、マスコミを使用して謝罪した[2]。

- 2010年8月1日イ・ハヌルは、自分のTwitterに"SBS人気歌謡"は、そのバラエティ番組「強心臓」に出演していないという理由で、自分たちの舞台に出演させないという内容の文を載せて論議がおきた[3]。SBSはイ・ハヌルが提起したウェアプソル発言とこの発言に対する懲戒処分の説に対しても事実無根という立場を明らかにした[4]。

- 2011年9月9日強心臓MCカン・ホドンが過小納付に脱税論争が起きると暫定退職をすることにより、同年9月27日放送分を最後にカン・ホドンは降板することになり、イ・スンギが単独で進行する。